# Hopea
Hopea är ett släkte av tvåhjärtbladiga växter. Hopea ingår i familjen Dipterocarpaceae.

## Bildgalleri

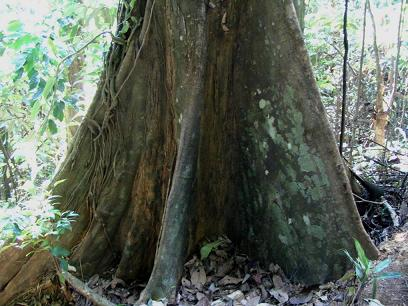
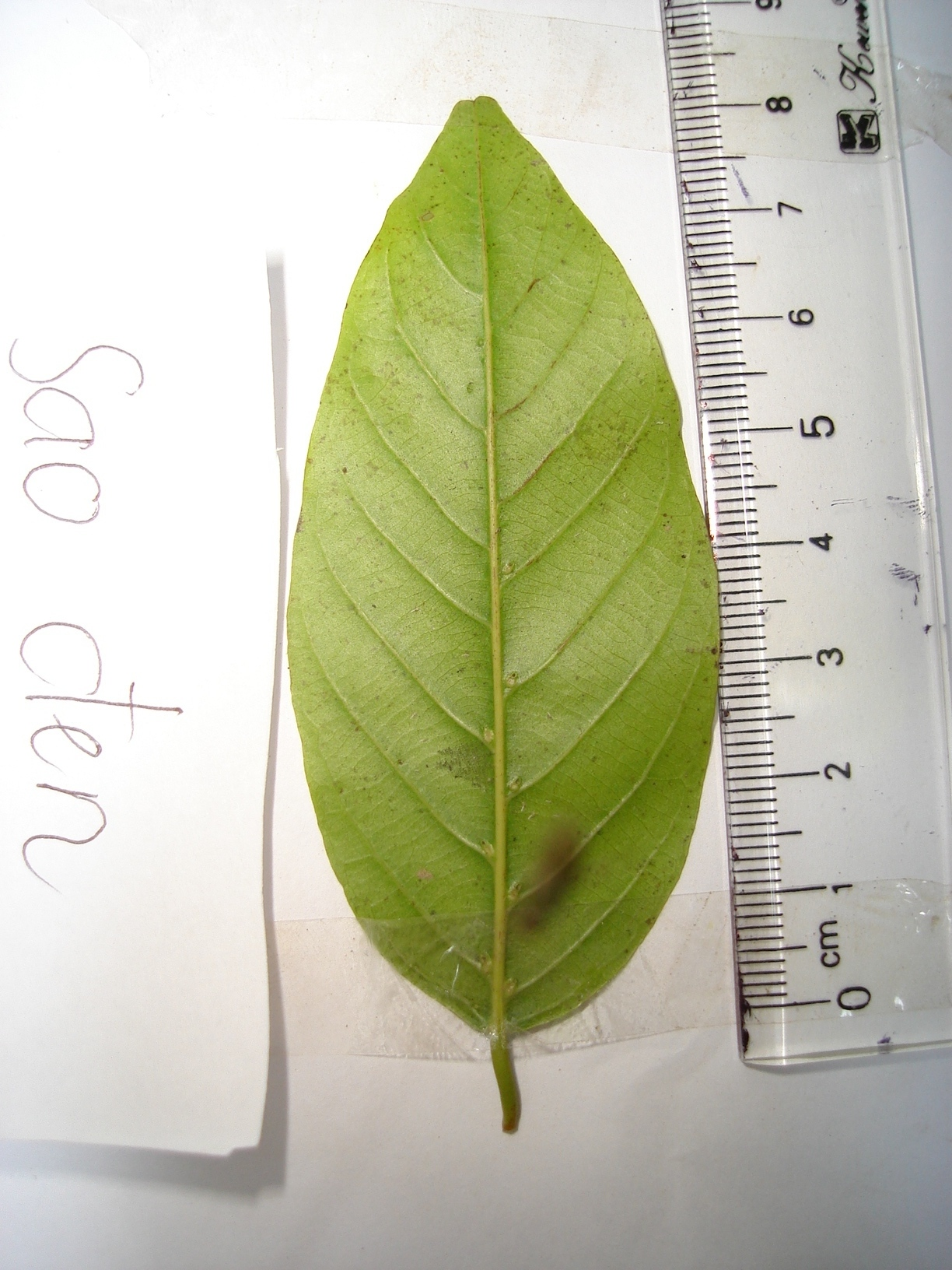
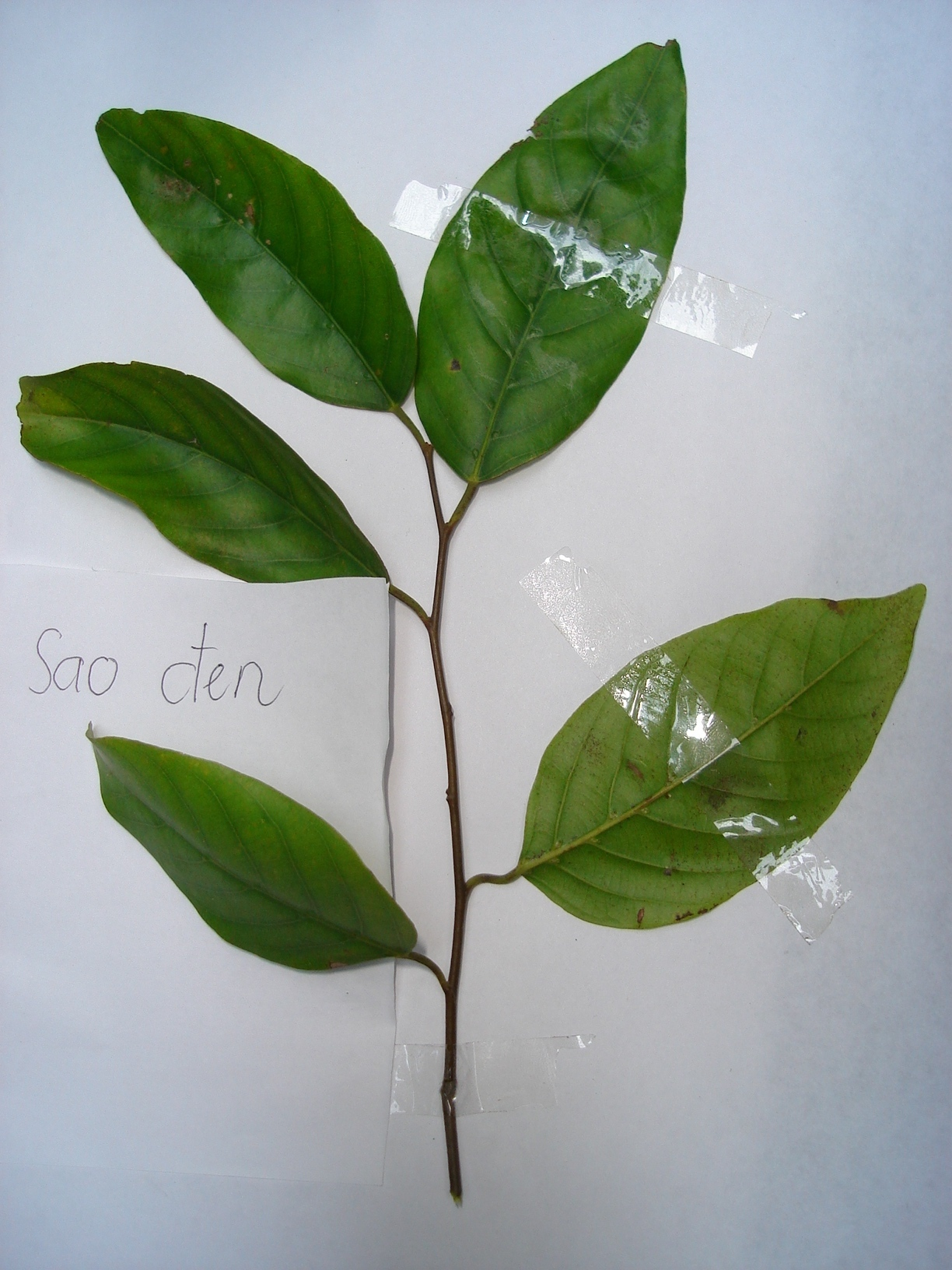
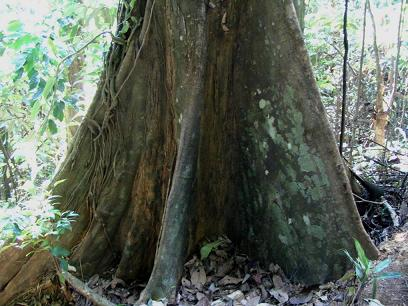
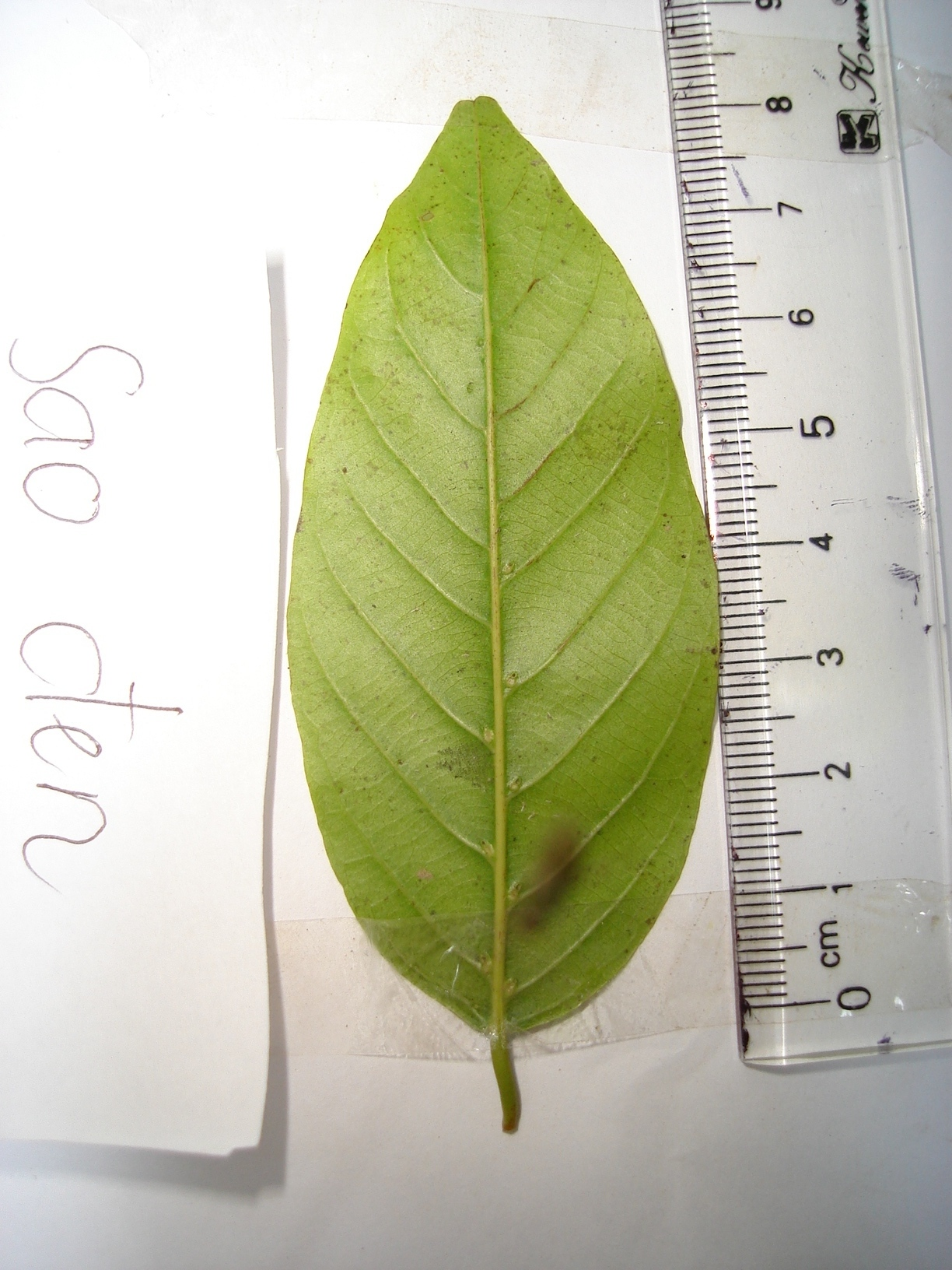

## Dottertaxa tillHopea, i alfabetisk ordning[1]
- Hopea acuminata
- Hopea aequalis
- Hopea altocollina
- Hopea andersonii
- Hopea apiculata
- Hopea aptera
- Hopea auriculata
- Hopea bancana
- Hopea basilanica
- Hopea beccariana
- Hopea bilitonensis
- Hopea brachyptera
- Hopea bracteata
- Hopea brevipetiolaris
- Hopea bullatifolia
- Hopea cagayanensis
- Hopea canarensis
- Hopea celebica
- Hopea celtidifolia
- Hopea centipeda
- Hopea cernua
- Hopea chinensis
- Hopea cordata
- Hopea cordifolia
- Hopea coriacea
- Hopea dasyrrhachis
- Hopea depressinerva
- Hopea discolor
- Hopea dryobalanoides
- Hopea dyeri
- Hopea enicosanthoides
- Hopea erosa
- Hopea ferrea
- Hopea ferruginea
- Hopea fluvialis
- Hopea forbesii
- Hopea foxworthyi
- Hopea glabra
- Hopea glabrifolia
- Hopea glaucescens
- Hopea gregaria
- Hopea griffithii
- Hopea hainanensis
- Hopea helferi
- Hopea inexpectata
- Hopea iriana
- Hopea jacobi
- Hopea johorensis
- Hopea jucunda
- Hopea kerangasensis
- Hopea kitulgallensis
- Hopea latifolia
- Hopea longirostrata
- Hopea malibato
- Hopea megacarpa
- Hopea mengarawan
- Hopea mesuoides
- Hopea micrantha
- Hopea mindanensis
- Hopea modesta
- Hopea montana
- Hopea myrtifolia
- Hopea nervosa
- Hopea nigra
- Hopea nodosa
- Hopea novoguineensis
- Hopea nutans
- Hopea oblongifolia
- Hopea obscurinerva
- Hopea odorata
- Hopea ovoidea
- Hopea pachycarpa
- Hopea papuana
- Hopea parviflora
- Hopea parvifolia
- Hopea paucinervis
- Hopea pedicellata
- Hopea pentanervia
- Hopea philippinensis
- Hopea pierrei
- Hopea plagata
- Hopea polyalthioides
- Hopea ponga
- Hopea pterygota
- Hopea pubescens
- Hopea quisumbingiana
- Hopea racophloea
- Hopea recopei
- Hopea reticulata
- Hopea rudiformis
- Hopea rugifolia
- Hopea samarensis
- Hopea sangal
- Hopea scabra
- Hopea schmidtii
- Hopea semicuneata
- Hopea shingkeng
- Hopea similis
- Hopea sphaerocarpa
- Hopea subalata
- Hopea sublanceolata
- Hopea sulcata
- Hopea tenuinervula
- Hopea thorelii
- Hopea treubii
- Hopea ultima
- Hopea utilis
- Hopea vacciniifolia
- Hopea vesquei
- Hopea wyatt-smithii